# 카를로스 나사르
카를로스 메이 나사르(불가리아어: Карлос Мей Насар, 2004년 5월 12일~)는 불가리아의 역도 선수이다. 2024년 하계 올림픽 남자 미들급(-73kg)에서 금메달을 획득했으며 세계 선수권 대회 금메달 1개를 획득했다. 그는 2024년 올림픽에서 금메달을 획득하면서 남자 미들급 세계 기록을 갱신했으며 역대 최연소 역도 세계 기록 보유자 중 한 명이 되었다.